# Can Muntal (Manlleu)
Can Muntal és un edifici de planta baixa i dos pisos del municipi de Manlleu (Osona) inclosa en l'Inventari del Patrimoni Arquitectònic de Catalunya.

## Descripció
La planta baixa ha estat adaptada al comerç, però el primer i el segon pis conserven l'estructura original. Al primer pis s'hi obren tres finestres unides per una balconada de barana de ferro forjat. Les finestres estan decorades, als brancals per unes columnetes adossades de fust llis i capitell de volutes, i a la llinda amb una sanefa geomètrica amb unes flors, al centre i als extrems.
Al segon pis els tres balcons són situats simètricament sobre les del primer pis; estan decorades als brancals amb les mateixes columnes adossades que al primer pis, i a la llinda amb un entaulament de frontó discontinu amb un relleu d'iconografia vegetal al centre i motllures semicirculars que el perfilen. La façana acaba amb una franja d'estuc de colors crema i negra, amb un dibuix lineal d'uns "putti" entre ramatges i flors. La teulada acaba amb una barbacana, de llates i rajoles i un ràfec continu de fusta decorat.

## Història
Correspon a l'onada constructiva que afectà Manlleu a finals del segle xix i principis del XX relacionada amb l'increment del sector industrial. Els motius ornamentals utilitzats en els balcons es donen en la majoria de cases d'aquesta època.